# コンチータ・スペルビア

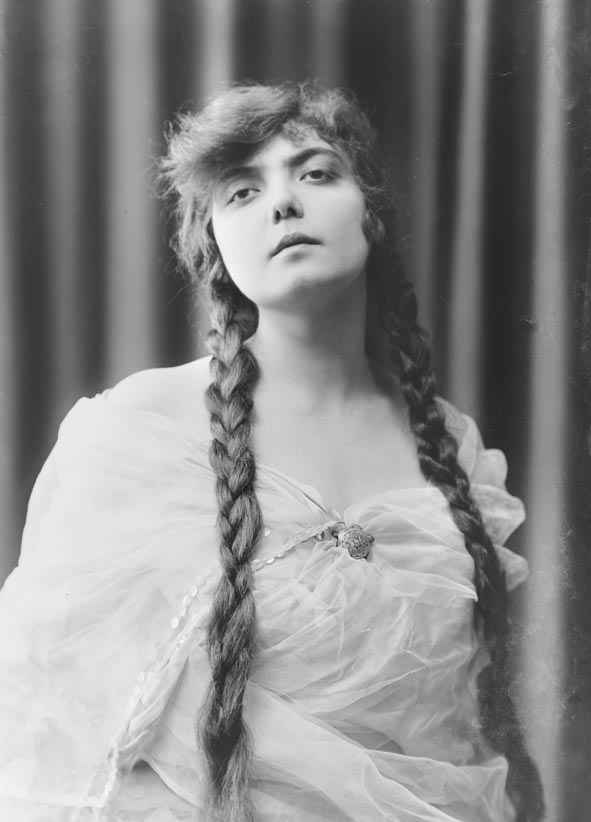
コンチータ・スペルビア

コンチータ･スペルビア（Conchita Supervía, 1895年12月9日 - 1936年3月30日）は、スペインのメゾソプラノ歌手。ロッシーニのヒロイン諸役、ビゼー『カルメン』での名唱で有名だった。

## 生涯
バルセロナにて、アンダルシア人の一家に生まれる。出生時の名前はコンセプシオン・スペルビア・パスクアル（Concepción Supervía Pascual）。
はじめ地元の修道院で学ぶが、12歳のときバルセロナ･リセウ音楽院に入り、声楽の勉強を開始した。1910年、15歳のときにはアルゼンチン･ブエノスアイレスのコロン劇場でデビューしている（デビューの年月、演目には各説あり）。1911年にはローマ･コスタンツィ劇場でのリヒャルト・シュトラウス『ばらの騎士』イタリア初演にオクタヴィアン役で参加、翌1912年には出身地バルセロナのリセウ劇場ではじめてビゼー『カルメン』の題名役を歌い、第一次世界大戦中の1915年にはシカゴで『カルメン』やマスネ『ウェルテル』、トマ『ミニョン』でアメリカ大陸デビューを飾るなど、20歳そこそこで国際的活躍を開始した。
大戦終了後には再びローマに招かれ、19世紀後半から慣例的にコロラトゥーラ･ソプラノによって歌われていたロッシーニ作曲のオペラ諸ヒロイン役、すなわち『ラ･チェネレントラ』アンジェリーナ役、『アルジェのイタリア女』イザベッラ役そして『セビリアの理髪師』ロジーナ役を、ロッシーニのオリジナル通りメゾソプラノ･レッジェーロの声域で歌うという快挙を成し遂げ、一躍注目された。1924年からは5シーズン連続でミラノ･スカラ座にも出演したが、奇妙なことに彼女の十八番とされた上記ロッシーニ諸役およびカルメン役をスカラ座で歌うことはなかった。
1930年からはロンドンでも活躍、はじめはリサイタルで、1934年の『ラ･チェネレントーラ』からはコヴェント・ガーデン劇場でも活躍した。リサイタルでたびたび舞台を踏んだロンドン、ウィグモア・ホール近くで花屋を経営するイギリス人男性と結婚、その後の妊娠のため1935年秋のシーズンはキャンセルした。1936年3月29日、スペルビアは出産のためロンドン市内の病院に入院したが、翌30日まず新生児を死産、数時間後に彼女自身も亡くなった。

## その評価
1930年代には精力的にレコーディングも行い、その総数SP200面以上に及ぶ。内容は得意とするオペラでの技巧的アリアはもとより、イタリア語、スペイン語および英語でのポピュラー歌謡やサルスエラよりの抜粋など多岐にわたり、彼女の力強い中低域と、高域の超絶技巧が残されている。レコードに残された彼女の歌声はややビブラートが強い印象があるが、舞台でスペルビアを聴いた同時代人の多くはビブラートは気にならなかったと証言しており、マイクロフォンが発声の欠点を必要以上に強調してしまったものと考えられている。
19世紀前半、ロッシーニが精力的に新作オペラ作曲を行っていた頃には常識でありながら、同世紀後半以降絶滅した観のあったコロラトゥーラ･メゾソプラノというユニークな声域で活躍したスペルビアは、ちょうど1990年代のチェチーリア・バルトリなどに連なる歌手であったといえる。愛らしい丸顔、コケティッシュな演技力と、その悲劇的な最期から今日でもファンの多い歌手である。